# ووترتاون (ويسكونسن)
ووترتاون (بالإنجليزية: Watertown, Wisconsin)‏ هي مدينة و third-class city تقع في الولايات المتحدة في مقاطعة دودج (ويسكونسن). يقدر عدد سكانها بـ 23,861 نسمة ومساحتها 32.40 كم2 وترتفع عن سطح البحر 260 متر.

## التركيبة السكانية
قام مكتب تعداد الولايات المتحدة بتحديد بيانات التركيبة السكانية لووترتاون في تعداد الولايات المتحدة. في ما يلي، التركيبة السكانية حسب تعدادي 2000 و2010.

### تعداد عام 2000
بلغ عدد سكان ووترتاون 21,598 نسمة بحسب تعداد عام 2000، وبلغ عدد الأسر 8,022 أسرة وعدد العائلات 5,567 عائلة مقيمة في المدينة. في حين سجلت الكثافة السكانية 1,974.1 نسمة لكل ميل مربع (762.2/كم2). وبلغ عدد الوحدات السكنية 8,330 وحدة بمتوسط كثافة قدره 761.4 نسمة لكل ميل مربع (294.0/كم2).
وتوزع التركيب العرقي للمدينة بنسبة 95.90% من البيض و 0.39% من الأمريكيين الأصليين و 0.61% من الأمريكيين ذوي الأصول الآسيوية و 0.03% من سكان جزر المحيط الهادئ و 0.25% من الأمريكيين الأفارقة و 1.13% من عرقين مختلطين أو أكثر.
بلغ عدد الأسر 8,022 أسرة كانت نسبة 34.9% منها لديها أطفال تحت سن الثامنة عشر تعيش معهم، وبلغت نسبة الأزواج القاطنين مع بعضهم البعض 56.2% من أصل المجموع الكلي للأسر، ونسبة 9.5% من الأسر كان لديها معيلات من الإناث دون وجود شريك، وكانت نسبة 30.6% من غير العائلات. تألفت نسبة 25.5% من أصل جميع الأسر من أفراد ونسبة 12.1% كانوا يعيش معهم شخص وحيد يبلغ من العمر 65 عاماً فما فوق. وبلغ متوسط حجم الأسرة المعيشية 3.07، أما متوسط حجم العائلات فبلغ 2.55.
بلغ العمر الوسطي للسكان 35 عاماً. وكانت نسبة 26.0% من القاطنين تحت سن الثامنة عشر، وكانت نسبة 10.3% بين الثامنة عشر والأربعة وعشرون عاماً، ونسبة 29.6% كانت واقعةً في الفئة العمرية ما بين الخامسة والعشرون حتى والأربعة وأربعون عاماً، ونسبة 19.4% كانت ما بين الخامسة والأربعون حتى الرابعة والستون، ونسبة 14.7% كانت ضمن فئة الخامسة والستون عاماً فما فوق. يوجد لكل 100 أنثى 93.9 ذكر، ويوجد لكل 100 أنثى في الثامنة عشر من عمرها فما فوق 90.0 ذكر.
بلغ متوسط دخل الأسرة في المدينة 42,562 دولار، أما متوسط دخل العائلة فبلغ 50,686 دولار. وكان متوسط دخل الذكور 34,825 دولار مقابل 23,811 دولار للإناث. وسجل دخل الفرد الخاص بالمدينة 18,977 دولار. وكانت نسبة 4.6% من العائلات ونسبة 6.7% من السكان تحت خط الفقر، وكان من هؤلاء نسبة 7.8% تحت سن الثامنة عشر ونسبة 6.9% في الخامسة والستين من العمر وما فوق.

### تعداد عام 2010
بلغ عدد سكان ووترتاون 23,861 نسمة بحسب تعداد عام 2010، وبلغ عدد الأسر 9,187 أسرة وعدد العائلات 6,006 عائلة مقيمة في المدينة. في حين سجلت الكثافة السكانية 1,970.4 نسمة لكل ميل مربع (760.8/كم2). وبلغ عدد الوحدات السكنية 9,745 وحدة بمتوسط كثافة قدره 804.7 لكل ميل مربع (310.7/كم2).
وتوزع التركيب العرقي للمدينة بنسبة 94.0% من البيض و 0.3% من الأمريكيين الأصليين و 0.8% من الأمريكيين ذوي الأصول الآسيوية و 0.8% من الأمريكيين الأفارقة و 1.4% من عرقين مختلطين أو أكثر.
بلغ عدد الأسر 9,187 أسرة كانت نسبة 33.0% منها لديها أطفال تحت سن الثامنة عشر تعيش معهم، وبلغت نسبة الأزواج القاطنين مع بعضهم البعض 50.0% من أصل المجموع الكلي للأسر، ونسبة 10.5% من الأسر كان لديها معيلات من الإناث دون وجود شريك، بينما كانت نسبة 4.8% من الأسر لديها معيلون من الذكور دون وجود شريكة وكانت نسبة 34.6% من غير العائلات. تألفت نسبة 28.6% من أصل جميع الأسر من أفراد ونسبة 13.2% كانوا يعيش معهم شخص وحيد يبلغ من العمر 65 عاماً فما فوق. وبلغ متوسط حجم الأسرة المعيشية 3.03، أما متوسط حجم العائلات فبلغ 2.46.
بلغ العمر الوسطي للسكان 35.7 عاماً. وكانت نسبة 25.7% من القاطنين تحت سن الثامنة عشر، وكانت نسبة 10.3% بين الثامنة عشر والأربعة وعشرون عاماً، ونسبة 25.4% كانت واقعةً في الفئة العمرية ما بين الخامسة والعشرون حتى والأربعة وأربعون عاماً، ونسبة 24% كانت ما بين الخامسة والأربعون حتى الرابعة والستون، ونسبة 14.5% كانت ضمن فئة الخامسة والستون عاماً فما فوق. وتوزع التركيب الجنسي للسكان بنسبة 48.4% ذكور و51.6% إناث.